# Oberrothenbach
Oberrothenbach es un municipio situado en el distrito de Zwickau, en el estado federado de Sajonia (Alemania). Su población a finales de 2016 era de unos 639 habitantes.